# مییایلیتسا
مییایلیتسا (به صربی: Mijajlica) یک منطقهٔ مسکونی در صربستان است که در بوینیک واقع شده‌است. مییایلیتسا ۱۹۰ نفر جمعیت دارد.